# Hokejové hry Brno 2016
Hokejové hry Brno 2016 (nebo Czech Winter Hockey games) byla série hokejových utkání, která probíhala od 3. do 8. ledna 2016. Všechna utkání se hrála pod širým nebem na mobilním kluzišti v místech zbořeného stadionu Za Lužánkami. A-tým Komety Brno tu sehrál dva extraligové zápasy, a sice se Spartou a Plzní. Dále zde proběhlo utkání brněnské Techniky a Hodonína, střetly se zde mládežnické týmy Komety Brno, Třince, Jihlavy a Warrioru Brno, výběry Moravy a Čech do 16 let a týmy Masarykovy a Karlovy univerzity. Celkově se zde sehrálo dvanáct zápasů.

## Legenda
Toto je seznam vysvětlivek použitých v souhrnech odehraných zápasů.
| - PH1 – Branka v přesilové hře (5 na 4) - PH2 – Branka v přesilové hře (5 na 3) - VO1 – Branka v oslabení (4 na 5) | - VO2 – Branka v oslabení (3 na 5) - SV – Gól při signalizovaném vyloučení - PB – Gól do prázdné branky | - PP – Gól při odvolání brankáře (power play) - ts. – Gól z trestného střílení - vla. – Vlastní gól |

## Všechny zápasy
| 2. ledna 2016 13:00 | HC Kometa Brno (6. třída) | 12 : 3 | HCM Warrior Brno (6. třída) | mobilní hřiště Za Lužánkami, Brno Návštěvnost: 486 |  |

| 2. ledna 2016 15:00 | HC Kometa Brno (8. třída) | 4 : 5 | HCM Warrior Brno (8. třída) | mobilní hřiště Za Lužánkami, Brno Návštěvnost: 486 |  |

| 3. ledna 2016 13:00 | HC Kometa Brno | 5 : 2 (2:1, 1:1, 2:0) | HC Škoda Plzeň | mobilní hřiště Za Lužánkami, Brno Návštěvnost: 18 514 |  |

| Zpráva | |                             |                                                                                  |                                                                        |
| Marek Čiliak | Marek Čiliak | Brankáři                    | Matěj Machovský                                                                  | Rozhodčí: Roman Polák René Hradil Čároví: Stanislav Barvíř Petr Blümel |
| J. Káňa – 16:43 J. Hruška (P. Mrázek, J. Kováčik) – 19:16 J. Hruška – 32:32 V. Němec (J. Káňa, R. Stehlík) – 47:50 J. Kováčik (M. Čiliak) – 58:31 | J. Káňa – 16:43 J. Hruška (P. Mrázek, J. Kováčik) – 19:16 J. Hruška – 32:32 V. Němec (J. Káňa, R. Stehlík) – 47:50 J. Kováčik (M. Čiliak) – 58:31 | 0:1 1:1 2:1 3:1 3:2 4:2 5:2 | 10:04 – J. Lev (O. Kratěna, K. Kudroč) 47:50 – M. Indrák (P. Kadlec, D. Kubalík) | Rozhodčí: Roman Polák René Hradil Čároví: Stanislav Barvíř Petr Blümel |
| 10 min | 10 min | Tresty                      | 16 min                                                                           | Rozhodčí: Roman Polák René Hradil Čároví: Stanislav Barvíř Petr Blümel |
| 27 | 27 | Střely                      | 29                                                                               | Rozhodčí: Roman Polák René Hradil Čároví: Stanislav Barvíř Petr Blümel |

| 3. ledna 2016 17:30 | VSK Technika Brno | 1 : 0 (0:0, 1:0, 0:0) | SHK Hodonín | mobilní hřiště Za Lužánkami, Brno Návštěvnost: 4 136 |  |

| Zpráva                          |                                 |          |               |                                                             |
| Pavel Jekel                     | Pavel Jekel                     | Brankáři | Zdenko Kotvan | Rozhodčí: Svatopluk Kopeček Čároví: Ivo Klouda Martin Musil |
| J. Habrovec (J. Kadlec) – 25:57 | J. Habrovec (J. Kadlec) – 25:57 | 1:0      |               | Rozhodčí: Svatopluk Kopeček Čároví: Ivo Klouda Martin Musil |
| 20 min                          | 20 min                          | Tresty   | 16 min        | Rozhodčí: Svatopluk Kopeček Čároví: Ivo Klouda Martin Musil |

| 4. ledna 2016 14:45 | HC Kometa Brno (ml. dorost) | 2 : 1 (2:0, 0:0, 0:1) | HC Dukla Jihlava (ml. dorost) | mobilní hřiště Za Lužánkami, Brno Návštěvnost: 79 |  |

| Zpráva                                                                                    |                                                                                           |             |                             |                                                               |
| Lukáš Dostál                                                                              | Lukáš Dostál                                                                              | Brankáři    | Jan Juřička                 | Rozhodčí: Michael Kohoutek Čároví: Martin Šustr Marek Vašíček |
| A. Gajarský (M. Kunc, M. Svoboda) – 02:30 M. Čajkovič (L. Zábranský, A. Gajarský) – 11:53 | A. Gajarský (M. Kunc, M. Svoboda) – 02:30 M. Čajkovič (L. Zábranský, A. Gajarský) – 11:53 | 1:0 2:0 2:1 | 52:26 – A. Najman (T. Vala) | Rozhodčí: Michael Kohoutek Čároví: Martin Šustr Marek Vašíček |
| 2 min                                                                                     | 2 min                                                                                     | Tresty      | 4 min                       | Rozhodčí: Michael Kohoutek Čároví: Martin Šustr Marek Vašíček |
| 35                                                                                        | 35                                                                                        | Střely      | 33                          | Rozhodčí: Michael Kohoutek Čároví: Martin Šustr Marek Vašíček |

| 5. ledna 2016 17:00 | Morava U16 | 5 : 2 (1:0, 0:2, 4:0) | Čechy U16 | mobilní hřiště Za Lužánkami, Brno Návštěvnost: 131 |  |

| Zpráva | |                             |                                                                              |                                                                  |
| Lukáš Dostál (od 29. min. Daniel Dvořák) | Lukáš Dostál (od 29. min. Daniel Dvořák) | Brankáři                    | Radek Haas (od 29. min. Martin Altrichter)                                   | Rozhodčí: Jan Hriblik Adam Kika Čároví: Tomáš Měkýš David Otáhal |
| Z. Sedlák – 6:04 M. Svoboda (V. Dobiáš, V. Střondala) – 41:38 M. Lašák (V. Kadlic) – 45:11 T. Dajčar (V. Střondala) – 56:28 V. Dobiáš – 58:52 | Z. Sedlák – 6:04 M. Svoboda (V. Dobiáš, V. Střondala) – 41:38 M. Lašák (V. Kadlic) – 45:11 T. Dajčar (V. Střondala) – 56:28 V. Dobiáš – 58:52 | 1:0 1:1 1:2 2:2 3:2 4:2 5:2 | V. Seemann (J. Matiášek) – 24:57 M. Blümel (V. Kropáček, V. Seemann) – 37:16 | Rozhodčí: Jan Hriblik Adam Kika Čároví: Tomáš Měkýš David Otáhal |
| 12 min | 12 min | Tresty                      | 8 min                                                                        | Rozhodčí: Jan Hriblik Adam Kika Čároví: Tomáš Měkýš David Otáhal |

| 6. ledna 2016 15:30 | HC Kometa Brno (5. třída) | 9 : 5 | VSK Technika Brno (5. třída) | mobilní hřiště Za Lužánkami, Brno Návštěvnost: 216 |  |

| 6. ledna 2016 17:30 | HC Kometa Brno (7. třída) | 7 : 2 | VSK Technika Brno (7. třída) | mobilní hřiště Za Lužánkami, Brno Návštěvnost: 238 |  |

| 7. ledna 2016 12:00 | HC Kometa Brno (st. dorost) | 3 : 2 (1:2, 1:0, 1:0) | HC Oceláři Třinec (st. dorost) | mobilní hřiště Za Lužánkami, Brno Návštěvnost: 327 |  |

| Zpráva | |                     |                                                                              |                                                         |
| Lukáš Dostál | Lukáš Dostál | Brankáři            | Matěj Loubal (od 32. min. Jakub Ovčaří)                                      | Rozhodčí: Michal Dědek Čároví: Tomáš Měkýš David Otáhal |
| J. Hasoň (T. Mlynář, L. Zábranský) (PH1) – 16:36 R. Havlát (D. Knap, A. Gajarský) – 26:34 T. Mlynář (F. Král) – 41:26 | J. Hasoň (T. Mlynář, L. Zábranský) (PH1) – 16:36 R. Havlát (D. Knap, A. Gajarský) – 26:34 T. Mlynář (F. Král) – 41:26 | 0:1 0:2 1:2 2:2 3:2 | 01:24 – T. Vochozka (J. Hladoník) 12:21 – G. Radzienciak (T. Vochozka) (PH1) | Rozhodčí: Michal Dědek Čároví: Tomáš Měkýš David Otáhal |
| 8 min | 8 min | Tresty              | 12 min                                                                       | Rozhodčí: Michal Dědek Čároví: Tomáš Měkýš David Otáhal |

| 7. ledna 2016 18:00                                               | Masarykova univerzita                                             | 3 : 4 (2:1, 0:3, 1:0)       | Univerzita Karlova                                                               | mobilní hřiště Za Lužánkami, Brno Návštěvnost: 7826                   |  |
| Richard Dohnálek                                                  | Richard Dohnálek                                                  | Brankáři                    | Matěj Oliva                                                                      | Rozhodčí: Marek Honza Vojtěch Král Čároví: Roman Komínek Pavel Lainka |  |
| Michal Matouš 12:09' Ondřej Stehlík 16:36' David Skočovský 53:33' | Michal Matouš 12:09' Ondřej Stehlík 16:36' David Skočovský 53:33' | 1:0 1:1 2:1 2:2 2:3 2:4 3:4 | 13:34' Dominik Šteiner 24:26' Dominik Novák 35:02' Tomáš Jirků 36:24' Petr Hučko | Rozhodčí: Marek Honza Vojtěch Král Čároví: Roman Komínek Pavel Lainka |  |
| 6 min                                                             | 6 min                                                             | Tresty                      | 16 min                                                                           | Rozhodčí: Marek Honza Vojtěch Král Čároví: Roman Komínek Pavel Lainka |  |

| 8. ledna 2016 18:00                  | HC Kometa Brno                       | 2 : 4 (0:0, 2:1, 0:3)   | HC Sparta Praha                                                                         | mobilní hřiště Za Lužánkami, Brno Návštěvnost: 21 502                         |  |
| Marek Čiliak                         | Marek Čiliak                         | Brankáři                | Jan Lukáš                                                                               | Rozhodčí: Martin Fraňo Vladimír Šindler Čároví: Jiří Svoboda Miroslav Lhotský |  |
| Petr Kuboš 21:37' Leoš Čermák 30:33' | Petr Kuboš 21:37' Leoš Čermák 30:33' | 1:0 2:0 2:1 2:2 2:3 2:4 | 34:51' Curtis Hamilton 45:45' Daniel Přibyl 57:04' Michal Čajkovský 58:41' Lukáš Klimek | Rozhodčí: Martin Fraňo Vladimír Šindler Čároví: Jiří Svoboda Miroslav Lhotský |  |
| 6 min                                | 6 min                                | Tresty                  | 4 min                                                                                   | Rozhodčí: Martin Fraňo Vladimír Šindler Čároví: Jiří Svoboda Miroslav Lhotský |  |

| 9. ledna 2016 12:00 | Česká ženská hokejová reprezentace | 6 : 1 (3:0, 3:1, 0:0) | Slovenská ženská hokejová reprezentace | mobilní hřiště Za Lužánkami Návštěvnost: 343 |  |

| 9. ledna 2016 16:30 | HC Kometa Brno (junioři) | 3 : 2 SN (0:1, 1:0, 1:1) | HC Dukla Jihlava (junioři) | mobilní hřiště Za Lužánkami, Brno Návštěvnost: 2 053 |  |
| Zdeněk Slavíček     | Zdeněk Slavíček          | Brankáři                 | Josef Kořenář              |                                                      |  |